# Omphax vicinitaria
Omphax vicinitaria là một loài bướm đêm trong họ Geometridae.